# Бельский уезд (Седлецкая губерния)
Бельский уезд — административная единица в составе Седлецкой губернии Российской империи, существовавшая c 1867 года по 1919 год. Административный центр — город Бела.

## История
Уезд образован в 1867 году в составе Седлецкой губернии Российской империи. В 1919 году преобразован в Бяльский повят Люблинского воеводства Польши.

## Население
По переписи 1897 года население уезда составляло 98 691 человек, в том числе в городе Бела — 10 471 жит.

### Национальный состав
Национальный состав по переписи 1897 года:
- украинцы (малороссы) — 29 202 чел. (38,1 %),
- поляки — 25 978 чел. (33,9 %),
- евреи — 16 662 чел. (21,7 %),
- русские — 4297 чел. (5,6 %),

## Административное деление
В 1913 году в состав уезда входило 14 гмин: 
| - Добрынь — д. Залесье, - Заболоть — с. Заболоть, - Кобыляны-Надбужи — д. Блотков, - Кодень — пос. Кодень, - Костеневичи — с. Костеневичи, - Костомлоты — с. Костомлоты, - Ломазы — пос. Ломазы, | - Любенка — д. Любенка, - Межилесье — д. Межилесье, - Пищац — с. Полоски, - Россош — пос. Россош, - Сидорки — д. Сидорки, - Ситник — д. Ситник, - Славатычи — с. Ганна. |